# Hôtel de Crillon
Pour les articles homonymes, voir Crillon.
L’Hôtel de Crillon, A Rosewood Hotel est un établissement hôtelier situé au no 10 place de la Concorde, dans le 8e arrondissement de Paris.
Construit en 1775 par l'architecte Louis-François Trouard, derrière une façade édifiée par l'architecte Ange-Jacques Gabriel en 1758, tout d'abord résidence du duc d'Aumont en 1776, il est à partir de 1788 la propriété des comtes puis ducs de Crillon. Il a été confisqué comme bien national à la Révolution, puis restitué à la famille qui le réintègre jusqu'en 1906.
Il est transformé en établissement hôtelier à partir de 1909 par l'architecte Walter-André Destailleur pour devenir « L'Hôtel des voyageurs ».
Le 31 mars 2013, l'hôtel de Crillon ferme ses portes pour la plus grande restauration de son histoire. Il officialise en parallèle son intégration au groupe Rosewood Hotels & Resorts. Le 19 septembre 2018, il reçoit la distinction « palace » et devient ainsi le 25e palace en France.

## Histoire
En 1758, le roi Louis XV commande à son architecte Ange-Jacques Gabriel la réalisation sur ce qui est alors la place Louis XV, de deux façades identiques de part et d'autre de la rue Royale. La façade orientale est d'emblée occupée par l'hôtel du Garde-Meuble de la Couronne jusqu'à la Révolution, devenu à partir de cette période durant deux siècles l'hôtel de la Marine, tandis que la façade occidentale est vouée à être occupée par l'hôtel des Monnaies. L'emplacement de ce dernier est en définitive jugé trop éloigné du quartier des affaires et un arrêt du Conseil du roi décide que le nouvel édifice doit s'élever à son emplacement actuel sur le quai de Conti. Le terrain situé derrière la colonnade occidentale est alors divisé en quatre lots qui sont cédés à des particuliers, à charge pour eux d'élever des hôtels particuliers derrière la façade de Gabriel.
En 1775, le lot le plus à l'ouest, faisant angle avec la rue Boissy d'Anglas, est acquis par l'architecte Louis-François Trouard, contrôleur et intendant du roi (et son épouse Marie Rondel) ainsi qu'ancien élève de Gabriel. Il dessine les plans du futur hôtel jouxtant la façade, qui s'organise autour d'une cour desservant les écuries. Afin de financer les travaux, il signe un providentiel contrat de location avec Louis-Marie-Augustin, duc d'Aumont, qui devient ainsi locataire perpétuel de l'hôtel. Le contrat stipule que les travaux de décoration doivent être entrepris et financés par le duc. Celui-ci, amateur d'art éclairé, fait naturellement appel aux meilleurs artistes et artisans de l'époque pour l'aménagement, dont Pierre-Adrien Pâris, qui dessinera les décors du premier étage toujours présents de nos jours.
La légende veut que la reine Marie-Antoinette soit venue prendre ses leçons de piano dans cet hôtel.
Le duc y décède le 13 avril 1782[réf. nécessaire] et ses collections seront très rapidement vendues par son fils ainé. Marie-Antoinette et Louis XVI se rendront acquéreurs des deux tiers des meubles et bibelots, des porcelaines et des objets d'art ciselés. En 1788, les époux Trouard vendent l'hôtel particulier, qui est racheté par François-Félix-Dorothée de Berton des Balbes, comte de Crillon et son épouse. L'hôtel d'Aumont change donc de nom et devient ainsi l'hôtel de Crillon.
L'hôtel de Crillon de la place de la Révolution est réquisitionné comme bien national à la Révolution et devient sous la République puis l'Empire un hôtel meublé pour voyageurs. L'établissement prend le nom d'« hôtel de Courlande », du nom d'une des illustres résidentes (la duchesse de Courlande). En 1810, l'hôtel est rendu à la  famille du comte de Crillon, qui l'occupe dès lors.
En 1815, le comte de Crillon, devenu duc, est fait pair de France. Il meurt en 1820 et la duchesse en 1835, transmet l'hôtel à son fils cadet Louis-Félix-Prosper de Berton des Balbes, marquis de Crillon qui devient le nouveau duc. En 1869, celui-ci décède. Sa dernière fille, Marie-Louise Amélie de Berton des Balbes, duchesse de Polignac, hérite de l'hôtel. La même année, l'architecte Charles Lenormand intervient pour la première fois en restaurant les boiseries et décorations du salon des Aigles et de la salle à manger Marie-Antoinette.
De 1894 à 1896, il restaurera la façade de l'hôtel, classée aux monuments historiques en 1896. En 1904, Marie-Louise Amélie de Berton des Balbes, dernière duchesse de Polignac, décède.
L'hôtel est vendu en 1906 par les descendants de la duchesse de Polignac pour 2,5 millions de francs de l'époque à la Société des Grands Magasins et hôtel du Louvre, qui acquiert également deux lots d'immeubles lui faisant suite dans la rue Boissy-d'Anglas.

### Un hôtel de prestige
À la suite de cet achat, les trois bâtiments subissent alors une longue rénovation qui dure deux ans, sous la conduite de l'architecte Walter-André Destailleur.
Seuls sont conservés la façade et les murs des trois salons d’honneur, dont la décoration est totalement refaite. Tous les autres intérieurs sont détruits puis reconstruits. Les décors XVIIIe siècle des trois salons d’honneur (Batailles, Aigles et Marie-Antoinette) sont vendus au prince de la Tour d’Auvergne pour le nouvel hôtel qu’il se fait construire au 2, avenue de la Motte-Picquet, siège actuel de l’ambassade du Chili. Le conseil d’administration de la Société du Louvre décide de l’acquisition de l’hôtel de Crillon et des deux immeubles contigus de la rue Boissy-d'Anglas.
Le boudoir, chef d’œuvre de l’architecture Pâris, est vendu à Jeannette Bliss, pour sa nouvelle maison de Manhattan. Donné par sa fille en 1944, il est aujourd’hui au MET de New York sous le nom de « Crillon Room ».

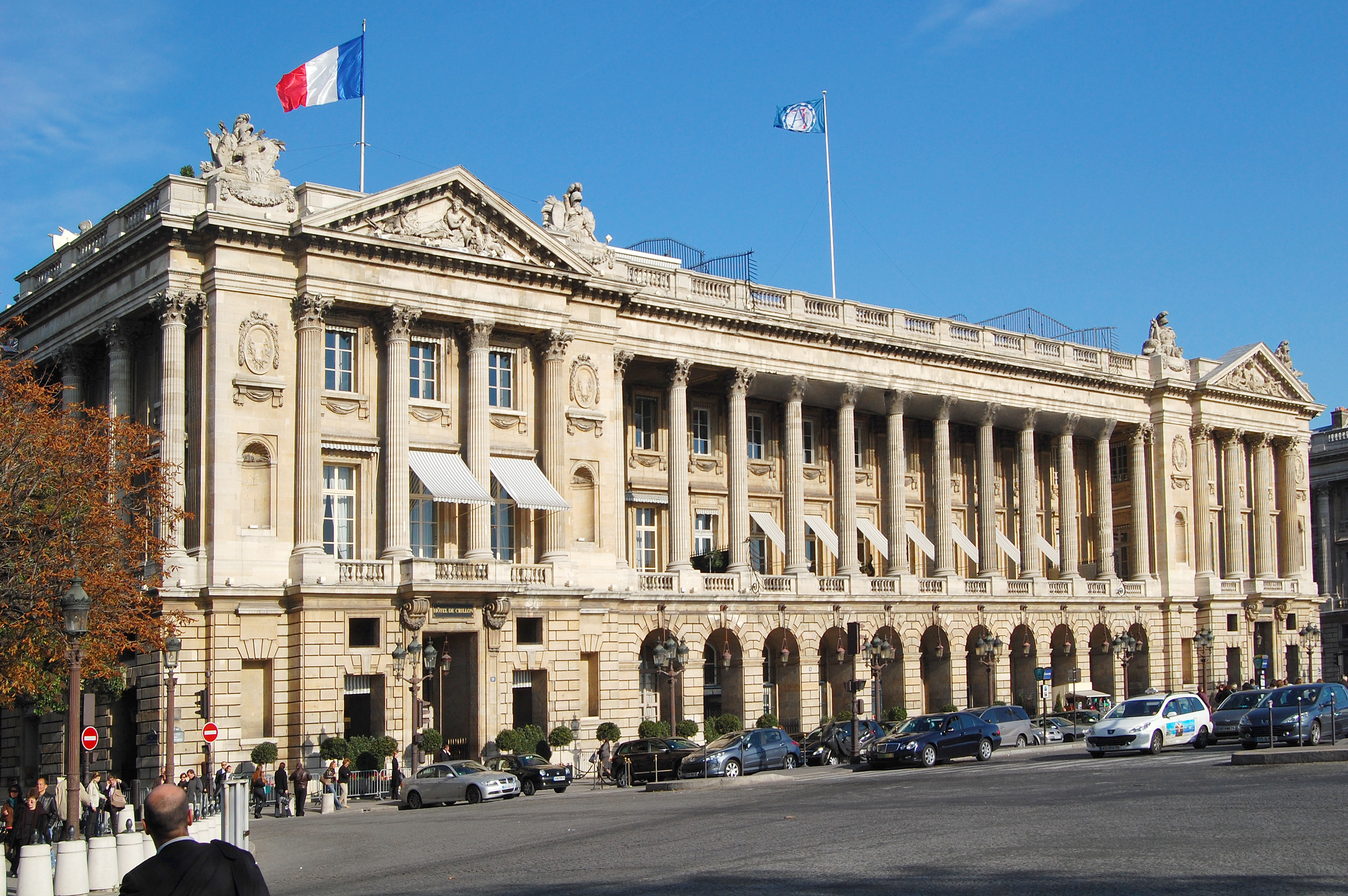
L'hôtel de Crillon, pavillon d'angle à l'extrémité d'un portique de douze colonnes d'ordre corinthien. Il présente, sur trois travées, un portique dont les quatre colonnes supportent un entablement couronné d'un fronton. Les trumeaux extérieurs possèdent des niches destinées à des statues qui n'ont pas été placées, des médaillons et des trophées en guise de couronnement.

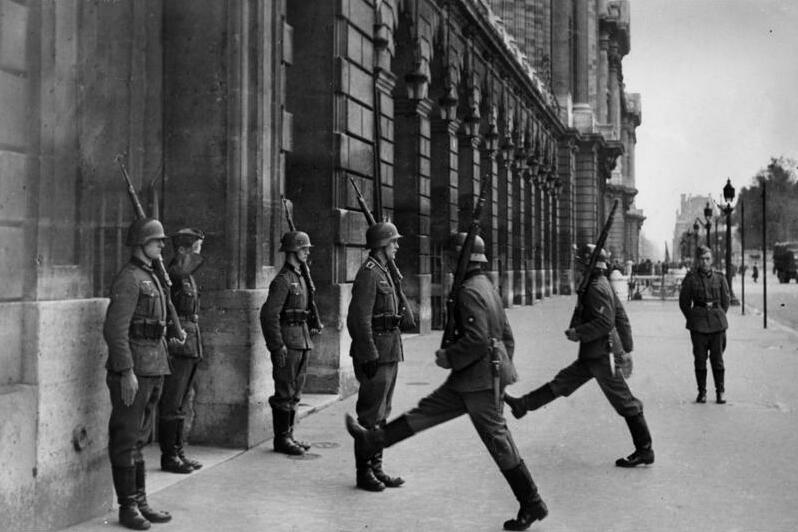
Relève de garde de soldats allemands, pendant l'Occupation de Paris (octobre 1940).

Inauguré le 11 mars 1909, et ouvert aux voyageurs le 12 mars, l'hôtel de Crillon bénéficie rapidement d'une renommée mondiale et accueille des personnalités venues du monde entier.
À partir de 1914, les visites et réunions des délégations militaires et politiques de la Triple-Entente se succèdent à l'hôtel, et ce tout au long de la guerre.
La signature du pacte constitutif de la Société des Nations a lieu à l'hôtel de Crillon le 6 juin 1919, à l'issue de la conférence de la paix de Paris, qui se déroula du 3 février au 11 avril (une plaque commémorative a été apposée à ce sujet). Le Conseil des Quatre à la conférence de la paix était composé de Lloyd George (Premier ministre britannique), Vittorio Orlando (représentant de l'Italie), Georges Clemenceau (président du Conseil français) et Woodrow Wilson (président américain).
Le 14 juin 1940, alors que commence l'Occupation de Paris, le général Bogislav von Studnitz, commandant la 87e division d’infanterie, prend possession des lieux. Il y convoque le préfet de police Roger Langeron et l'informe qu'il veut que l'ordre règne dans Paris. Le 8 septembre, l'hôtel est officiellement réquisitionné afin d'abriter les bureaux de la Feldgendarmerie, le Quartiermeister-Abteilung et loger des officiers du tribunal militaire de la Kommandantur. Lors de la Libération de Paris (août 1944), des snipers allemands tirent depuis les fenêtres du Crillon et un char de la 2e DB riposte, faisant s'effondrer une colonne de l'hôtel sur une voiture garée en dessous. La colonne est reconstruite l'année suivante.
En 1973, les hôtels de prestige que sont L'Hôtel de Crillon, Le Lutetia, Le Louvre à Paris ou Le Martinez à Cannes sont réunis au sein de la filiale Concorde Hotels & Resorts du groupe Taittinger (une des filiales hôtelières du Groupe du Louvre détenue majoritairement par la famille Taittinger).
Une grande rénovation a lieu dès 1983, et les transformations en sont spectaculaires, notamment au niveau du hall en marbre de Sienne et de Portor, du bar incrusté de miroirs facettés réalisé par le sculpteur César et du restaurant L'Obé.
En 1990, le Crillon accueille une réédition de la cave à liqueur que Baccarat avait conçu pour l’exposition universelle de 1878, en s’inspirant de l’éléphant de la Bastille. Elle deviendra l’emblème de l’hôtel.
Le 21 juillet 2005, le groupe financier Starwood Capital Group rachète les parts de la famille Taittinger, peu après le décès du patriarche Jean Taittinger, et devient ainsi le nouveau propriétaire de l'hôtel de Crillon. Il est revendu en 2010 à un membre de la famille royale saoudienne.
Le 31 mars 2013, l'hôtel de Crillon ferme ses portes au public pour une vaste campagne de travaux qui durera quatre ans.
Sous la houlette de l'architecte Richard Martinet, les travaux concernent tout le gros œuvre du bâtiment avec comme point d'orgue la création d'une piscine en sous-sol. L'architecte libanaise Aline Asmar d'Amman, entourée des décorateurs et architectes d'intérieur Chahan Minassian, Tristan Auer et Cyril Vergniol, ainsi que du couturier Karl Lagerfeld, imagine et orchestre la nouvelle décoration des espaces publics et des chambres.
Mais avant, une grande vente aux enchères de tout le mobilier et d'une partie de la cave est organisée. Cette vente pulvérise les estimations les plus optimistes des commissaires-priseurs Stéphane Aubert, Hervé Poulain et François Tajan, officiants pour Artcurial. Une des pièces maîtresses de la vente, le fameux bar César réalisé en 1982 par le célèbre sculpteur, sur la base d’un comptoir recouvert de miroirs facettés, est acquis par un collectionneur pour plus de 300 000 euros.
Les portes refermées, le personnel est dispersé pour moitié (dont les membres ayant fait le choix de rester se tiennent toujours disponibles à toute sollicitation). L’hôtel rouvre le 5 juillet 2017.
En 2020, du fait de la pandémie de Covid-19, l'hôtel de Crillon ferme durant plusieurs mois, comme de nombreux hôtels parisiens. Il rouvre en août.

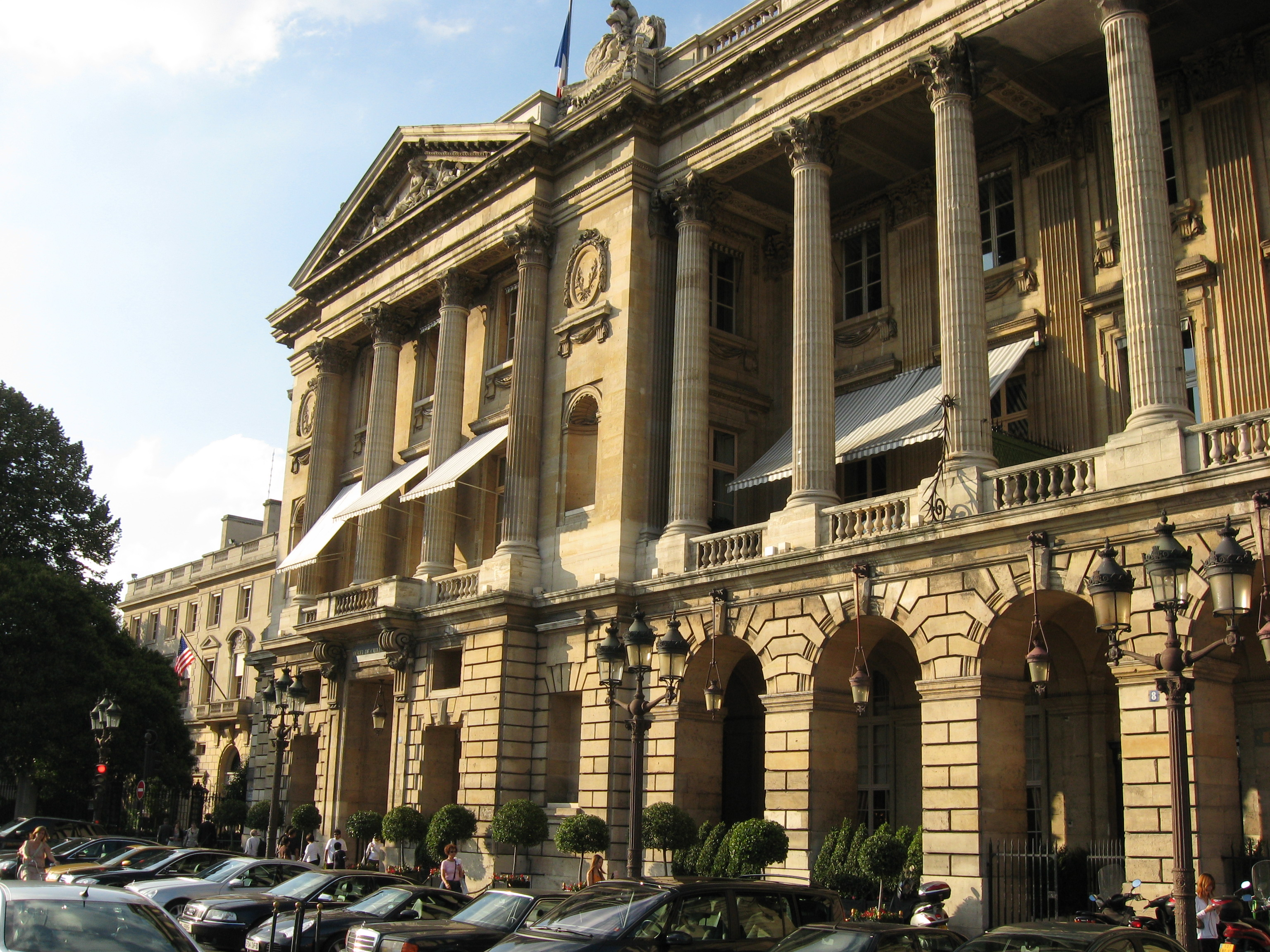
L'hôtel de Crillon sur la place de la Concorde à Paris.

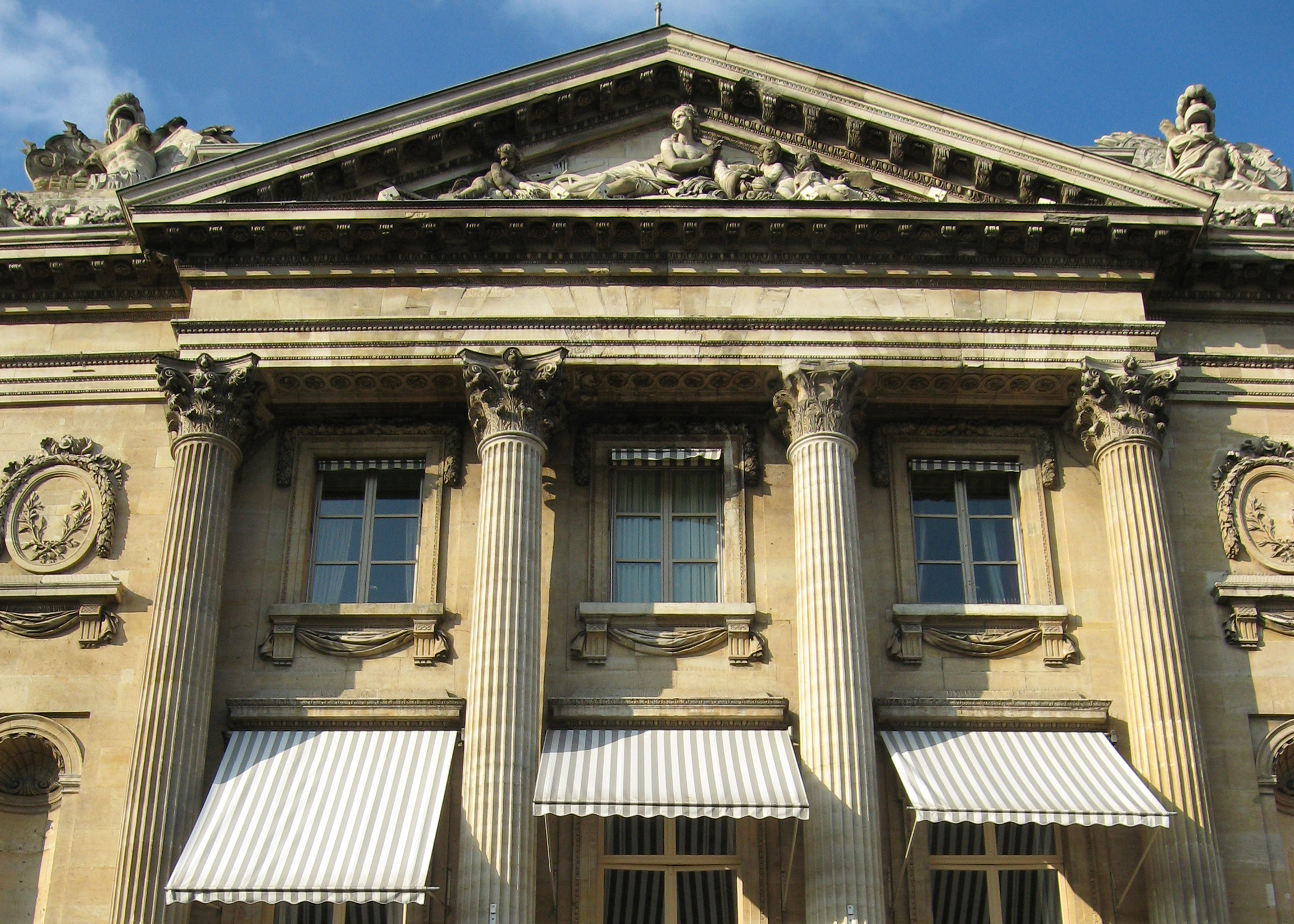
Le fronton représente l'allégorie de l'Agriculture sous la forme d'une femme couronnée d'épis de blé. Elle enlace de son bras gauche une corne d'abondance et tient dans sa main droite un bouquet d'épis et de fleurs des champs. Des enfants jouent au milieu d'instruments agricoles, charrue, faucille et de gerbes de blé.

## L'hôtel

### Chambres et suites
Avant la rénovation des années 2010, l'hôtel dispose de 103 chambres et 43 suites. Depuis 2017, il offre 78 chambres, 46 suites dont 10 suites Signatures. Les suites les plus connues se situent au sixième étage de l’hôtel : la suite Bernstein et la suite Louis XV donnant sur la place de la Concorde.
Les Grands Appartements du quatrième étage peuvent tous communiquer et possèdent également une vue sur la place. Deux fontaines en marbre provenant du château de Versailles y sont installées.

### Restaurants et bar
- L'Écrin - restaurant gastronomique 1 étoile au guide Michelin - dirigé par le chef exécutif Boris Campanella
- Nonos et Comestibles par Paul Pairet
- Jardin d'hiver - salon de thé sous la houlette du chef pâtissier Matthieu Carlin
- La Cave - salle à manger privée, dirigé par le chef sommelier Xavier Thuizat
- Bar Les Ambassadeurs dirigé par Kevin Rigault

### Direction
Vincent Billiard succède à Marc Raffray à partir de janvier 2020.

## Événements et personnalités
Des personnalités politiques, stars de cinéma ou de la chanson, hommes d'affaires et riches héritiers sont descendues au Crillon :
- parmi les politiques, on peut citer Winston Churchill, le président américain Richard Nixon, l'empereur du Japon Hirohito, l'Égyptien Hosni Moubarak, la reine Noor de Jordanie, le roi Hassan II du Maroc, la reine Sophie d’Espagne, les prix Nobel Yasser Arafat et Shimon Peres, ainsi que le dirigeant cubain Fidel Castro ;
- l'hôtel de Crillon a également accueilli des militaires, tels le maréchal Joseph Joffre ou le général Leclerc, parfois dirigeant d'État comme Philippe Pétain ;
- le prince Henri de Polignac y est né, le 2 janvier 1878 ;
- l'imitateur Thierry Le Luron occupe la suite 443 de l'hôtel du début des travaux dans son appartement de la rue du Cherche-Midi à sa mort, survenue dans la nuit du 12 au 13 novembre 1986 ;
- la chanteuse Madonna fait partie des clients réguliers lorsqu'elle séjourne à Paris.

En 1998, l'équipe de France de football présente la Coupe du monde de football au public depuis la terrasse à l'étage ; elle y revient en sa qualité de vice-championne du monde en 2022 pour saluer les 50 000 supporters qui se sont massés sur la place de la Concorde pour l'acclamer à cette occasion.
Plusieurs scènes de l'épisode 5 de la saison 4 de la série télévisée Dix pour cent (2020) sont tournées à l'hôtel de Crillon.

### Associations importantes
L'hôtel de Crillon est le lieu d’accueil historique du Bal des débutantes, classé par le magazine Forbes comme l'un des dix événements les plus prestigieux au monde, de 1992 à 2012.
Si les prix de littérature sont traditionnellement reliés aux restaurants, le jury du prix Femina présente ses lauréats à l'hôtel de Crillon, au début du mois de novembre.

## Protection
L'hôtel de Crillon est classé au titre des monuments historiques, une première fois, pour ses façades, en 1896. Puis une seconde fois, pour ses salons du premier étage (le Salon des Aigles et le Salon Marie-Antoinette) et l’ensemble des toitures en 1964.

## Dans la littérature
L'hôtel est mentionné dans le roman Le soleil se lève aussi (1926), d'Ernest Hemingway.

## Curiosités

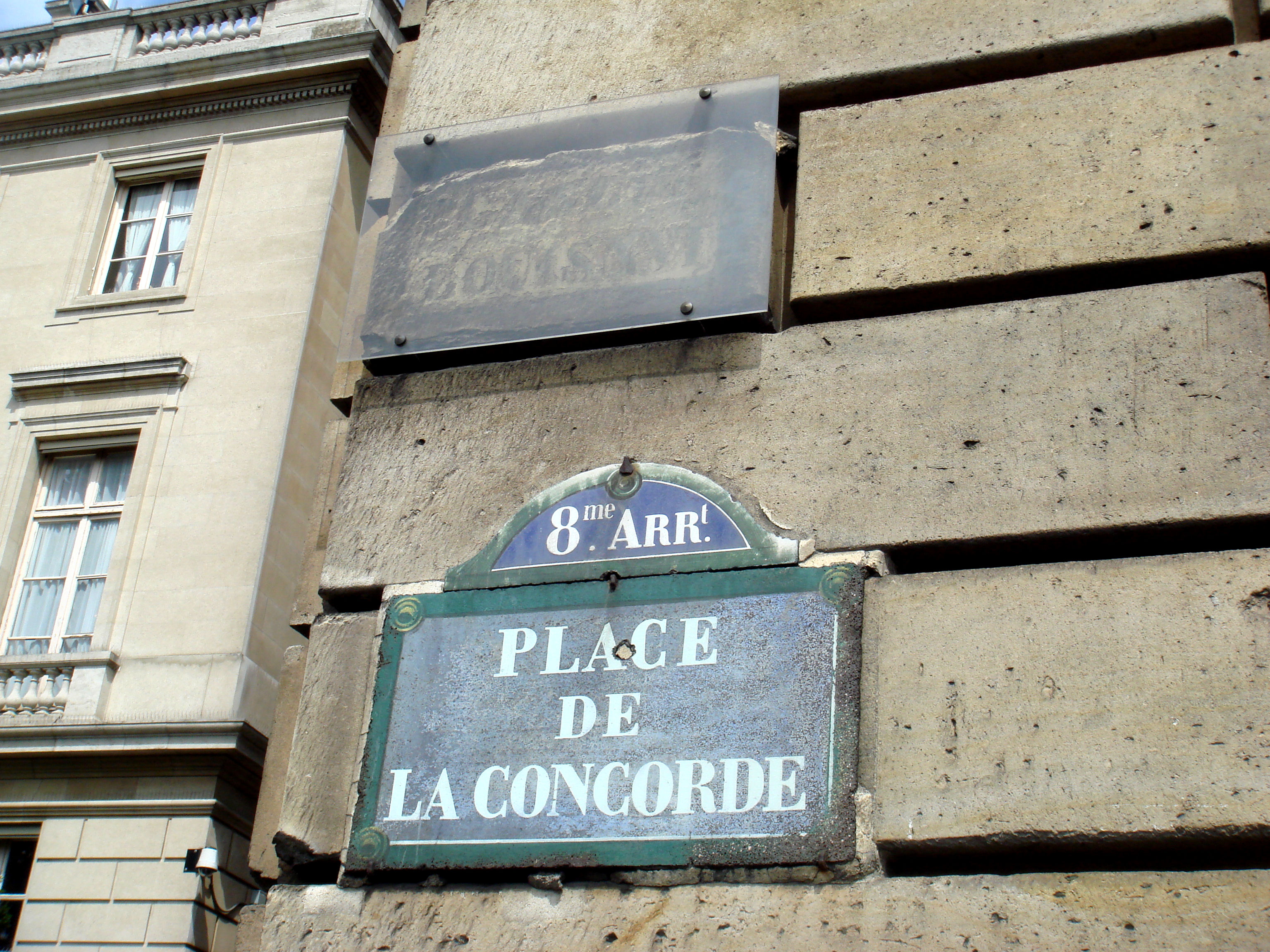
Ancienne plaque de rue sous verre indiquant « PLACE LOUIS XVI », son nom durant la dernière partie de la Restauration.

À l’angle de la rue Boissy-d’Anglas et de la place de la Concorde, au-dessus de la plaque actuelle, une plaque indique son ancien nom de place Louis XVI, qui fut le sien sous Charles X pendant quatre ans, à partir de 1826.
En 2013, Éric Abergel, voiturier de l'Hôtel de Crillon, sort un album de rock sur son métier : Le Roi du palace.

## Une réplique aux États-Unis
Une réplique, construite par Horace Trumbauer et Julian Abele (en), des deux corps de bâtiment de la place de la Concorde est située à Philadelphie.

L'un des bâtiments accueille la Free Library of Philadelphia, il est la réplique notamment de l'hôtel de Crillon.

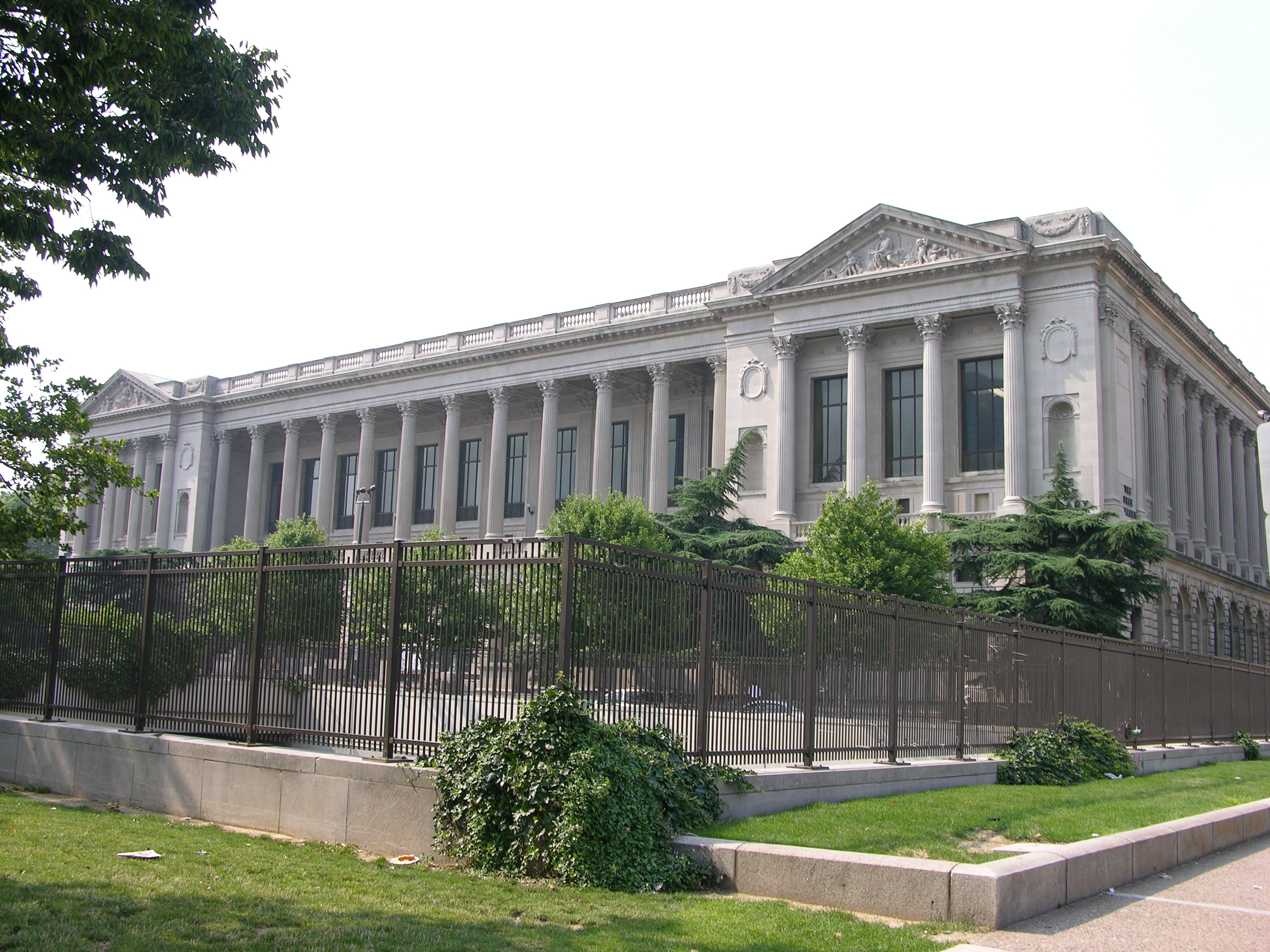
Free Library of Philadelphia, réplique américaine de l'hôtel de Crillon.

Toujours dans la même ville des États-Unis, au lieu de l'ancienne « Family Court of Philadelphia », se situe l'autre bâtiment qui est pour sa part une réplique du pendant, séparé par la rue Royale de l'hôtel de Coislin sur la place de la Concorde, l'hôtel de la Marine.

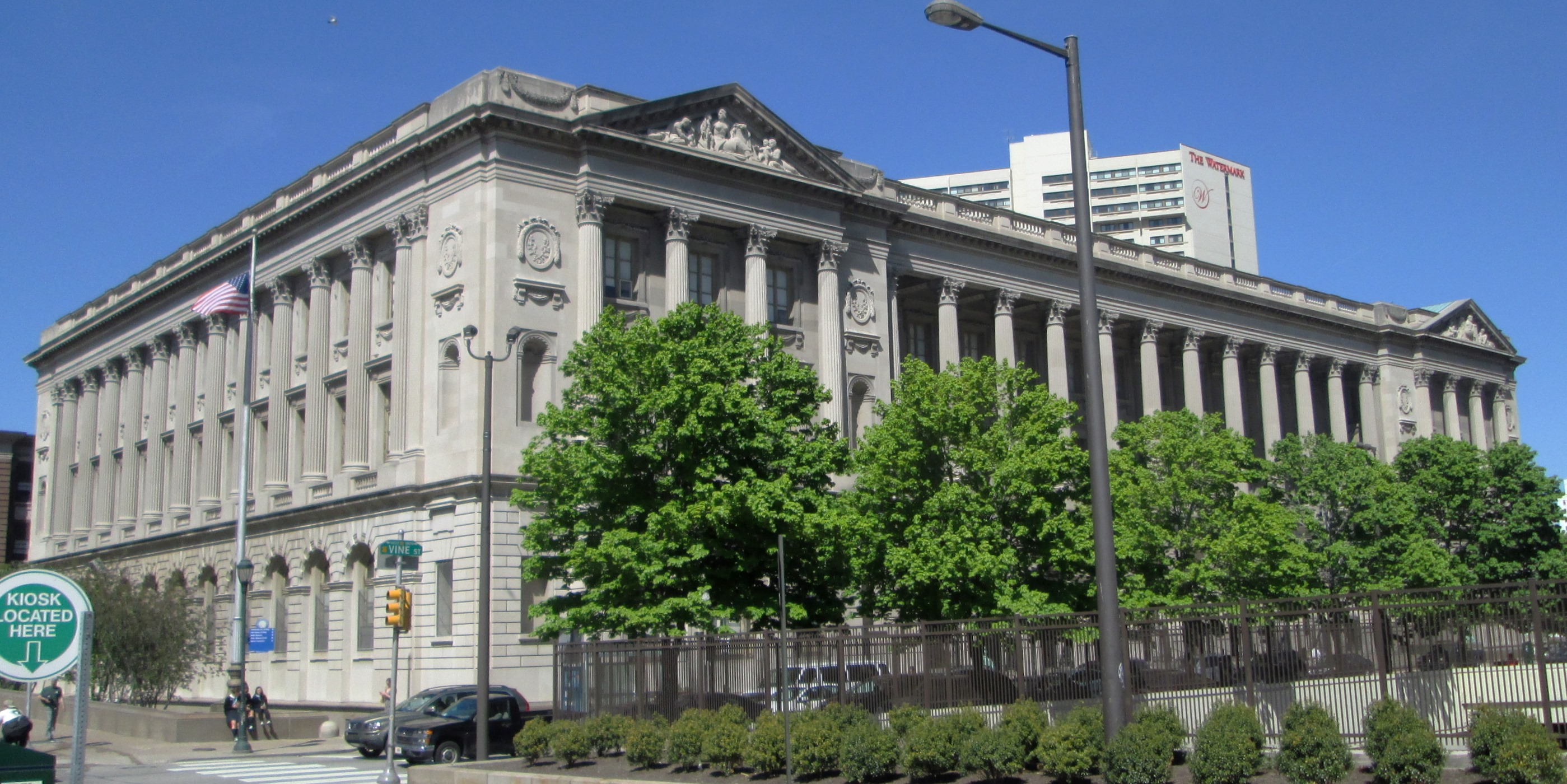
Family Court Building, réplique américaine de l'hôtel de la Marine.